# Євтушок Олександр Володимирович
Олександр Володимирович Євтушок (нар. 28 лютого 1975, с. Зоря, Рівненський район, Рівненська область) — письменник. Член НСПУ.

## Життєпис
Випускник Рівненського державного Інституту культури, бібліотечно-бібліографічний факультет.

## Робота
Співпрацював з журналом «Україна», у 2007—2009 рр.  — літературно-критичні огляди новинок української прози. Зокрема на книги Світлани Поваляєвої, Софії Андрухович, Богдана Жолдака, Петра Кралюка, Марини Соколян, Андрія Куркова, Володимира Даниленка, Юрка Іздрика, Віктора Неборака.
Співупорядник альманаху рівненської літературної молоді «Наше коло» (2004), антології «Літературна Рівненщина» (2004), збірки оповідань для дітей "Автомобільні пригоди" (2016), збірки «Картель бурштинокопачів-прозаїків та поетів з помпою» (2016).
Активний учасник Молодіжної Літературної Платформи (м. Рівне)
Окрім літератури вивчає історію ІІ Світової війни.
У повісті «Пиво з абрикосів» в образах кількох героїв можна упізнати декого з відомих українських молодих письменників — Артема Захарченка, Галину Ткачук, Аркадія Поважного, Сергія Синюка.
Роман «Д-і-М» — любовна історія про кінець світу.
Воєнно-пригодницька повість Чорний солдатик ― це про українських поліцаїв на службі у Гітлера... Про колабораціонізм, націоналізм та расизм...

## Нагороди
- Лауреат 3-ї премії літературного конкурсу для молоді фонду «Смолоскип» 2004 року.
- Переможець конкурсу "Книга Рівненщини" у номінації "Краще видання для юнацтва та молоді" за книгу «Пиво з абрикосів»[4] 2013 року[5].
- Обласна премія імені Світочів 2013 року.
- Переможець конкурсу "Книга Рівненщини" у номінації "Краще видання для юнацтва та молоді" за книгу "Д-і-М" 2016 року.

## Творчий доробок
- Рома та Дмитро Трироги  — Рівне: Волинські обереги, 2002.
- Пиво з абрикосів  — Рівне: ПП ДМ, 2011.
- Д-і-М — Рівне: Естеро, 2015.
- Чорний солдатик: воєнно-пригодницька повість. - Тернопіль: Навчальна книга-Богдан, 2019.